# Chorikios von Gaza
Chorikios von Gaza war ein spätantiker Rhetoriker und Sophist. Er lebte im 6. Jahrhundert.
Chorikios war Schüler des Rhetorikers Prokopios von Gaza und wurde dessen Nachfolger als Rhetoriklehrer in Gaza.
Von seinen Schriften sind mehrere epideiktische Reden erhalten (Grab-, Lob- und Festtagsreden), die wichtige Quellen für die Kirchengeschichte seiner Zeit darstellen. Außerdem gibt es elf Übungsreden (altgriechisch μελέται), die mythische, historische und fingierte Personen zum Thema haben. Diese Übungsreden sind Lehrstücke für seine Schüler, denen kurze Einleitungen (θεωρίαι) vorausgehen.
Chorikios verfügte über eine breite Kenntnis der klassischen Literatur. Er reicherte seine Reden mit zahlreichen Zitaten und Anspielungen an und pflegte einen besonderen Stil: Er vermied Hiate und lehnte sich an den attischen Sprachgebrauch an. In der byzantinischen Zeit galt er wegen seines Stils als Musterautor.

## Textausgaben und Übersetzungen
- Richard Foerster, Eberhard Richtsteig (Hrsg.): Choricii Gazaei opera. Leipzig 1929. Nachdruck Stuttgart 1972.
- Fotios K. Litsas: Choricius of Gaza: An Approach to His Work. Introduction, translation, commentary. Chicago 1980 (Dissertation).
- Robert J. Penella (Hrsg.): Rhetorical Excercises from Late Antiquity. A Translation of Choricius of Gaza’s Preliminary Talks and Declamations. Cambridge University Press, Cambridge 2009, ISBN 978-0-521-84873-2 (mit Anhang von Eugenio Amato: The fortune and reception of Choricius and of his works, S. 261–302).